# C1QTNF8
C1QTNF8 (англ. C1q and TNF related 8) – білок, який кодується однойменним геном, розташованим у людей на 16-й хромосомі. Довжина поліпептидного ланцюга білка становить 252 амінокислот, а молекулярна маса — 27 685.
| 10         |  | 20         |  | 30         |  | 40         |  | 50         |
| ---------- |  | ---------- |  | ---------- |  | ---------- |  | ---------- |
| MAAPALLLLA |  | LLLPVGAWPG |  | LPRRPCVHCC |  | RPAWPPGPYA |  | RVSDRDLWRG |
| DLWRGLPRVR |  | PTIDIEILKG |  | EKGEAGVRGR |  | AGRSGKEGPP |  | GARGLQGRRG |
| QKGQVGPPGA |  | ACRRAYAAFS |  | VGRREGLHSS |  | DHFQAVPFDT |  | ELVNLDGAFD |
| LAAGRFLCTV |  | PGVYFLSLNV |  | HTWNYKETYL |  | HIMLNRRPAA |  | VLYAQPSERS |
| VMQAQSLMLL |  | LAAGDAVWVR |  | MFQRDRDNAI |  | YGEHGDLYIT |  | FSGHLVKPAA |
| EL         |  |            |  |            |  |            |  |            |

A: Аланін

C: Цистеїн

D: Аспарагінова кислота

E: Глутамінова кислота

F: Фенілаланін

G: Гліцин

H: Гістидин

I: Ізолейцин

K: Лізин

L: Лейцин

M: Метіонін

N: Аспарагін

P: Пролін

Q: Глутамін

R: Аргінін

S: Серин

T: Треонін

V: Валін

W: Триптофан

Секретований назовні.